# Stadsdeel
Een stadsdeel is een geografisch onderdeel van een bestuurlijke eenheid (bijvoorbeeld een gemeente) die een stad omvat. Een stadsdeel is meestal weer onderverdeeld in wijken of buurten.

## Nederland
In Nederland is er geen formeel onderscheid tussen stadsdelen en wijken; het is de gemeente die bepaalt hoe de gemeente wordt opgedeeld en hoe de eenheden in die opdeling worden genoemd. Wat in de ene gemeente 'stadsdeel' heet, heet in de andere gemeente 'wijk'. Vrij gebruikelijk is dat stadsdelen bestaan uit verschillende wijken die vaak weer verdeeld zijn in buurten die bestaan uit meerdere straten.
- Almere heeft zes stadsdelen, die op hun beurt weer onderverdeeld zijn in wijken.
- Amsterdam heeft acht stadsdelen met een bestuurscommissie.
- Arnhem heeft drie stadsdelen, die weer zijn onderverdeeld in 24 wijken die onderverdeeld zijn in 81 buurten.
- Breda heeft zeven stadsdelen, die op hun beurt weer onderverdeeld zijn in wijken.
- Den Haag heeft acht stadsdelen, die weer zijn onderverdeeld in 44 wijken die onderverdeeld zijn in 114 buurten.
- Eindhoven heeft zeven stadsdelen, die op hun beurt weer onderverdeeld zijn in 19 wijken die onderverdeeld zijn in 109 buurten.
- Enschede heeft vijf stadsdelen, die weer zijn onderverdeeld in 29 wijken.
- Groningen heeft vijf stadsdelen, onderverdeeld in 42 wijken.
- Haarlem heeft vijf stadsdelen, die zijn onderverdeeld in 21 wijken.
- 's-Hertogenbosch heeft veertien stadsdelen, onderverdeeld in 110 wijken.
- Lelystad heeft negen stadsdelen, die zijn onderverdeeld in wijken.
- Nijmegen heeft negen stadsdelen, die op hun beurt weer onderverdeeld zijn in 44 wijken.
- Rotterdam heeft veertien stadsdelen met een bestuurscommissie.
- Tilburg heeft acht stadsdelen, die zijn onderverdeeld in wijken.
- Utrecht heeft tien stadsdelen (wijken) met een wijkraad, die zijn onderverdeeld in subwijken en buurten
- Venlo heeft vijf stadsdelen, die zijn onderverdeeld in wijken.
- Zwolle heeft vijf stadsdelen, die zijn onderverdeeld in wijken.

## België
In België mag elke stad met meer dan 100.000 inwoners zijn deelgemeenten 'districten' noemen, die dan worden voorzien van een eigen districtsraad. Enkel Antwerpen maakt momenteel van dit recht gebruik.
Voorts kunnen in principe ook de deelgemeenten van de andere steden als 'stadsdelen' bestempeld worden. In het Brussels Hoofdstedelijk Gewest werden de negentien gemeenten niet gefusioneerd, maar deze gemeenten worden door velen toch beschouwd als een vorm van extra lokale bestuurslaag zoals in bovengenoemde en andere grote steden, waarbij het Hoofdstedelijk Parlement de volledige stad vertegenwoordigt.
- Gent heeft veertien deelgemeenten en 25 wijken.[1]

## Overige landen
- Duitse gemeenten en steden kennen Stadtbezirke en Ortsteile of Stadtteile.
- Parijs, Lyon en Marseille kennen dan weer hun 'arrondissementen'.
- New York en Londen hebben 'boroughs'.
- Boedapest kent 23 districten (Kerületek).
- Een aantal steden in Noorwegen worden ingedeeld in stadsdelen (bydeler).
- Een aantal steden in Polen worden ingedeeld in stadsdelen (Dzielnica).
- Twee steden in Estland, Tallinn en Kohtla-Järve, hebben stadsdistricten (linnaosad).
- In Kazachstan worden vier gemeenten ingedeeld in districten (ауданы, aūdany): Oktyabr’ (Октябрь а.ә.), Shymkent (Шымкент қ.), de hoofdstad Nur-Sultan (Нұрсұлтан) en de voormalige hoofdstad Almaty (Алматы қ.).

## Diversen
In veel steden aan een rivier worden de stadsdelen logischerwijs 'linkeroever-rechteroever' genoemd, zoals in Luik ('outre-Meuse').